# 차대 (자동차)

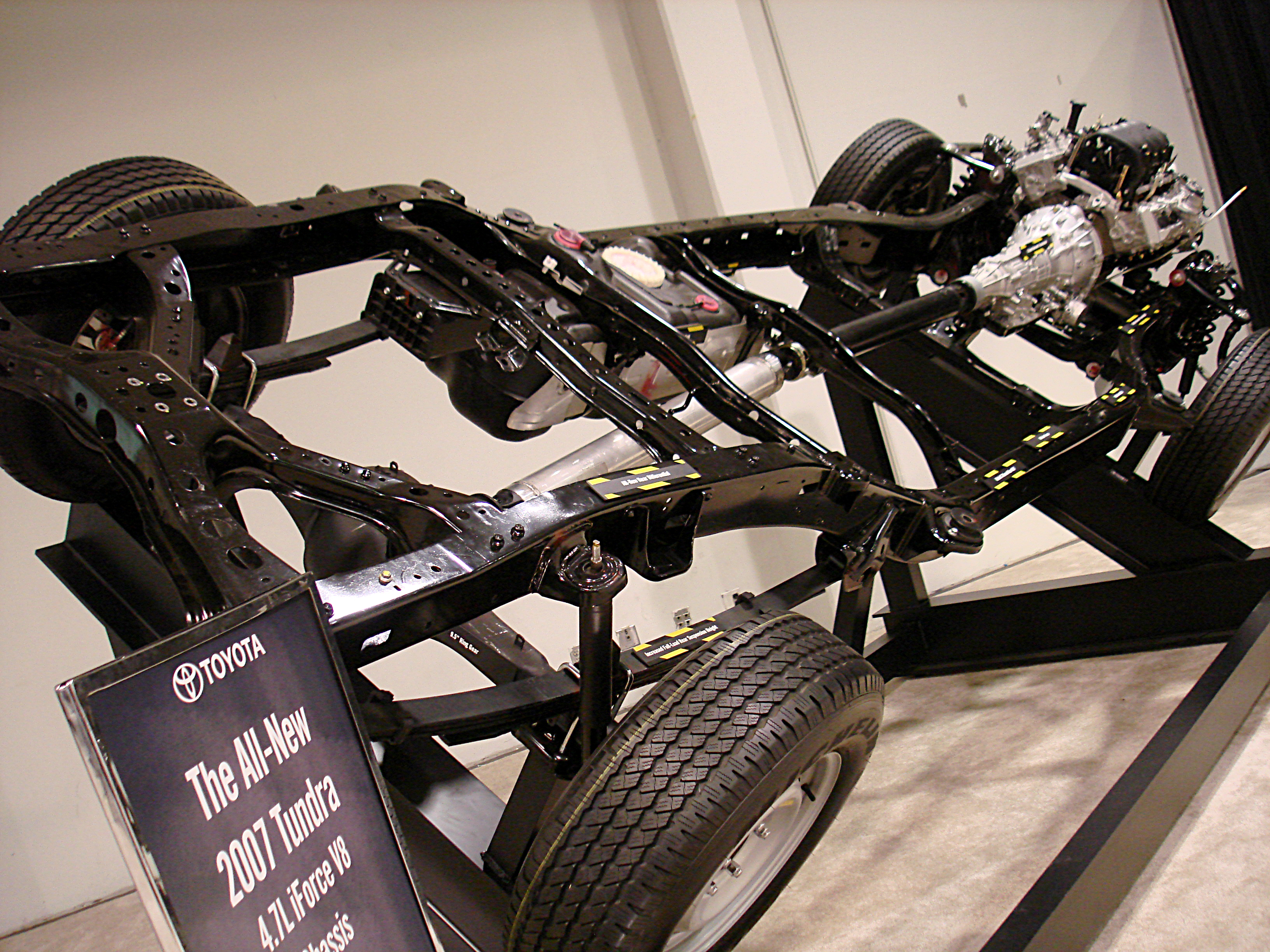
래더 프레임 픽업 트럭 섀시는 차량의 엔진, 구동계, 서스펜션 및 휠을 지지한다.

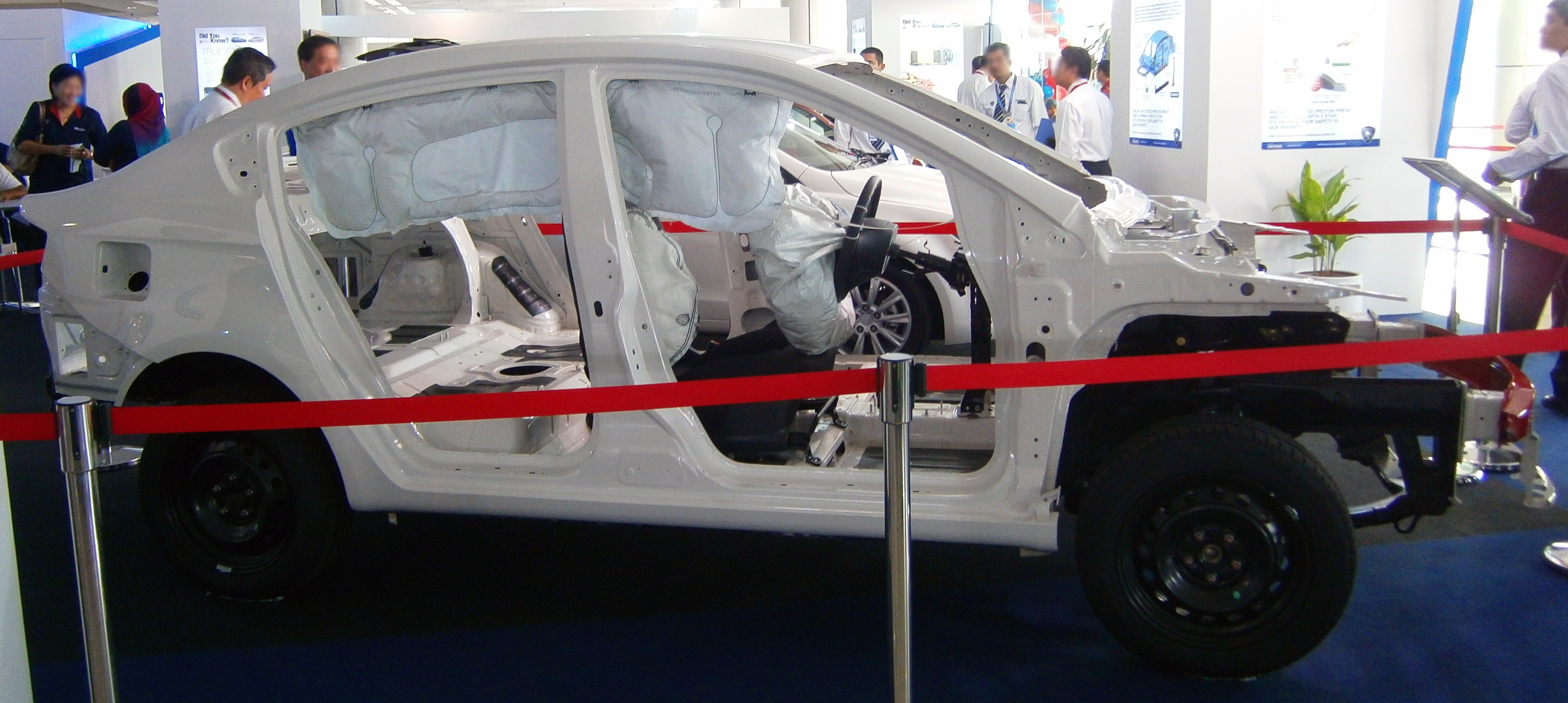
모노코크는 유니타이즈드 바디를 위한 프레임의 한 형태이다.

차대는 역사적으로 섀시로도 알려져 있으며, 자동차의 주된 지지 구조로, 모든 다른 부품이 부착되는 부분이다. 이는 유기체의 뼈대에 비유할 수 있다.
1930년대까지 거의 모든 자동차는 차체와 분리된 구조 프레임을 가졌으며, 이를 프레임 차체 구조라고 불렀다. 포드 모델 T로 대표되는 이러한 방식으로 완성차를 대량 생산하는 제조업체와, 피셔 바디가 미국에서 그랬던 것처럼 대량 생산을 위해 코치빌더에게 롤링 섀시를 공급하는 방식, 그리고 주문형 차체와 인테리어를 위해 후퍼와 같은 소규모 회사에 공급하는 방식 모두가 시행되었다.
1960년대에 이르러 승용차에서는 모노코크 구조가 보편화되었으며, 이후 수십 년 동안 모노코크 승용차를 제작하는 추세가 계속되었다.
거의 모든 트럭, 버스, 그리고 대부분의 픽업은 여전히 별도의 프레임을 섀시로 사용한다.

## 기능
자동차 프레임의 주요 기능은 다음과 같다.
1. 차량의 기계 부품 및 차체를 지지한다.
2. 과도한 처짐이나 변형 없이 정적 및 동적 하중에 대응한다.

여기에는 다음이 포함된다.
- 차체, 승객 및 화물 하중의 무게.
- 고르지 않은 표면을 지나갈 때 발생하는 수직 및 비틀림 비틀림
- 도로 조건, 측풍 및 차량 조향으로 인한 횡방향 측면 힘
- 엔진 및 변속기로부터의 토크
- 출발 및 가속 시의 종방향 인장력, 제동 시의 압축력
- 충돌 시의 갑작스러운 충격

## 프레임 레일

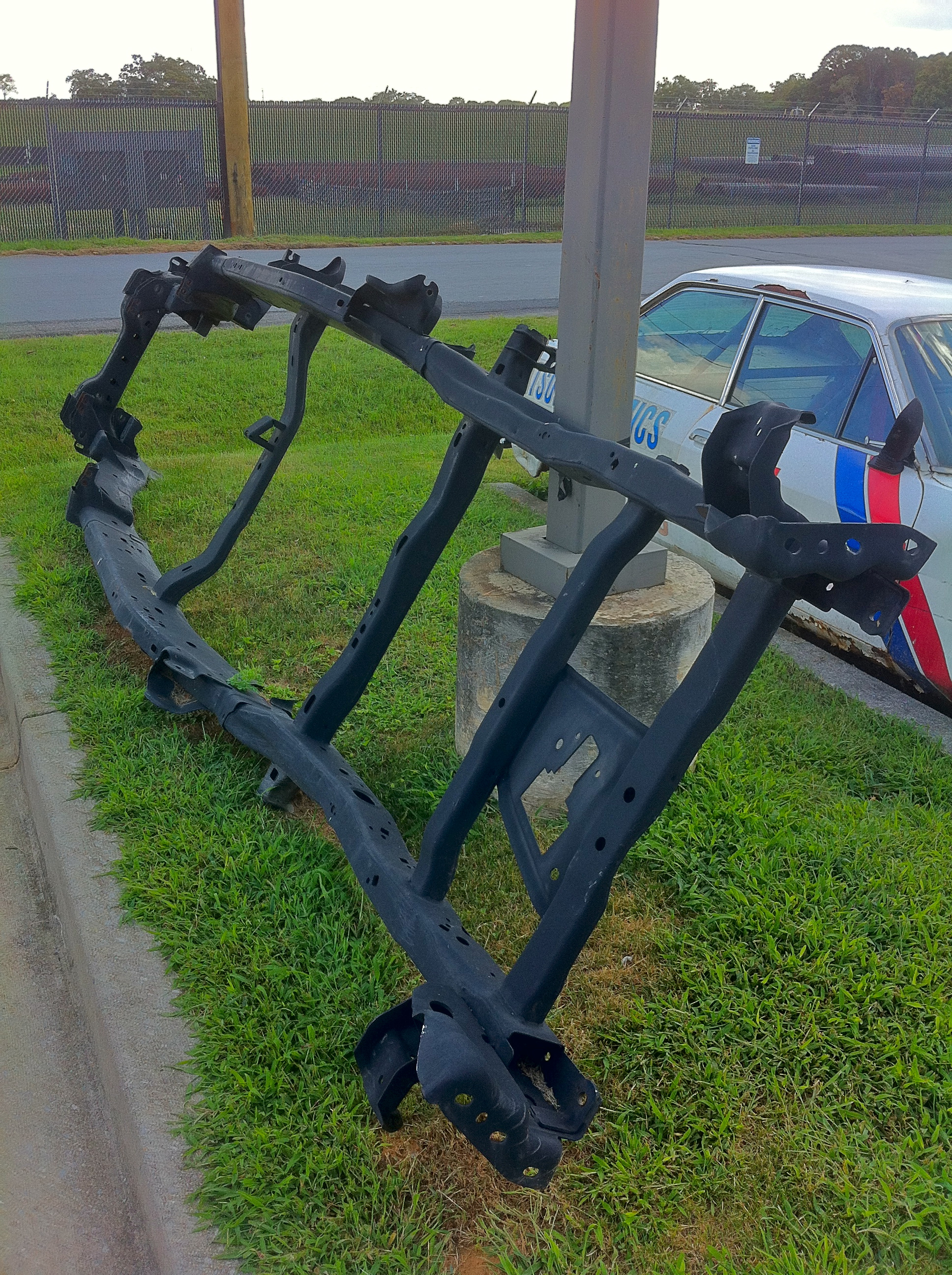
모양 때문에 이름 붙여진 래더 프레임

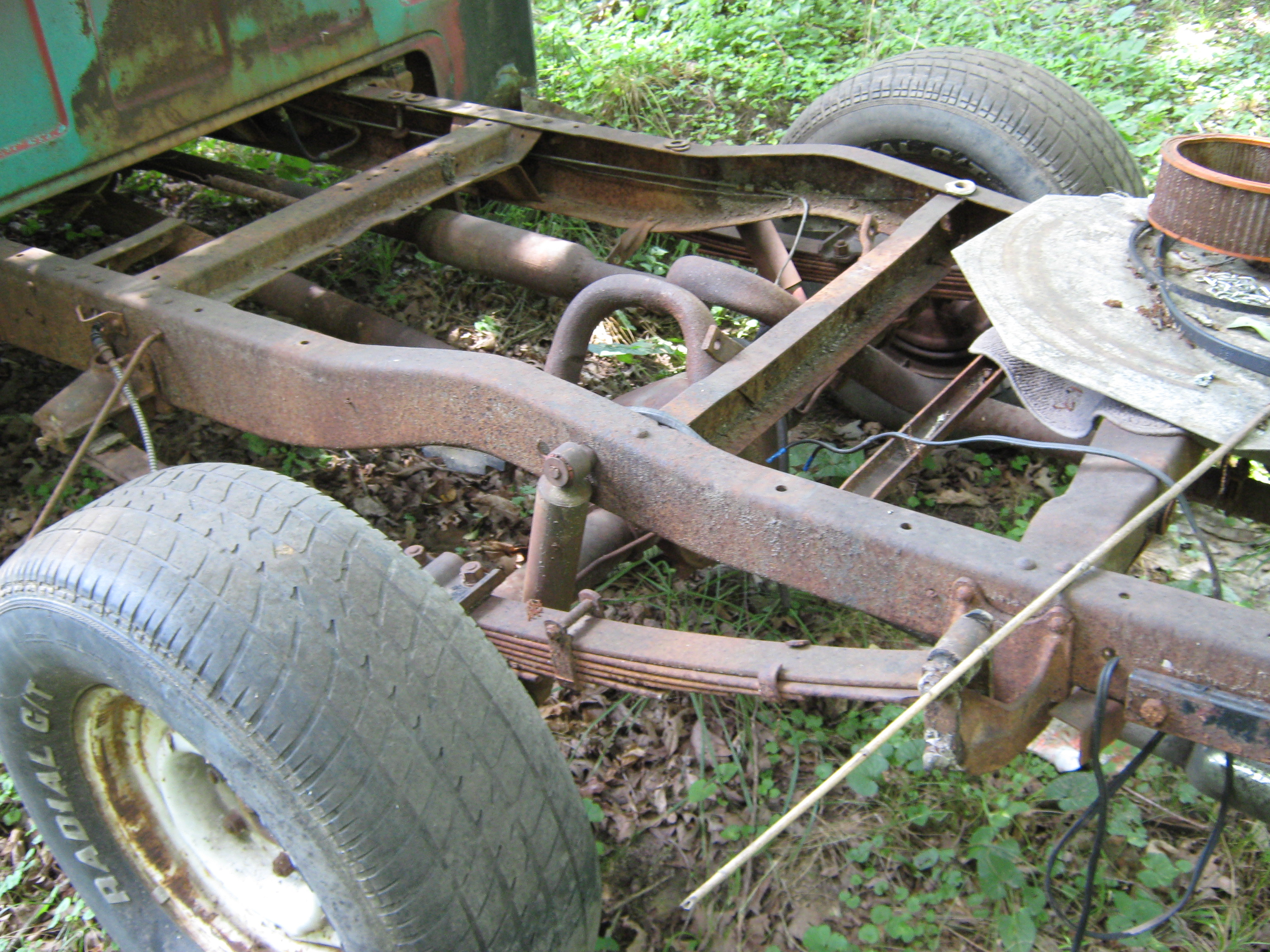
픽업 트럭 프레임, 무거운 C자형 종방향 레일(후방 차축 위로 약간 아치형), 차축 바로 앞의 비슷한 크기의 C자형 크로스멤버, 그리고 후방으로 갈수록 작은 게이지의 토모자형 크로스멤버가 있다.

일반적으로 차량 섀시와 프레임을 구성하는 데 사용되는 재료는 강도를 위한 탄소강 또는 경량 구조를 위한 알루미늄 합금이다. 별도의 섀시의 경우, 프레임은 레일 또는 보라고 불리는 구조 요소로 구성된다. 이들은 일반적으로 강판을 접거나, 말거나, 압착하여 강철 채널 섹션으로 만들어진다.
이러한 것에는 세 가지 주요 디자인이 있다. 재료가 두 번 접히면 개방형 단면이 되는데, C자형 또는 모자형(U자형)이 된다.
"박스형" 프레임은 용접을 통해 또는 미리 제조된 금속 튜브를 사용하여 폐쇄형 섀시 레일을 포함한다.

### C자형
단연코 가장 흔한 C자형 채널 레일은 한때 거의 모든 종류의 차량에 사용되었다. 이것은 평평한 강철 조각(일반적으로 1/8인치에서 3/16인치 두께이지만, 일부 대형 트럭에서는 1/2인치 이상)을 사용하여 양쪽을 말아 차량 길이를 따라 C자형 보를 형성하여 만든다. C자형 채널은 일반적으로 동일한 게이지의 (완전히) 박스형보다 유연하다.

### 모자형
모자형 프레임은 "U"자형을 닮았으며, 개방된 부분이 아래를 향하도록 위쪽으로 향하거나 뒤집힐 수 있다. 약하고 녹이 슬기 쉬워 흔히 사용되지 않는다. 하지만 1936년에서 1954년까지의 쉐보레 자동차와 일부 스튜드베이커에서 찾아볼 수 있다.
한동안 버려졌던 모자형 프레임은 회사들이 모노코크 자동차의 바닥에 용접하여 효과적으로 박스형 프레임을 만들면서 다시 인기를 얻었다.

### 박스형

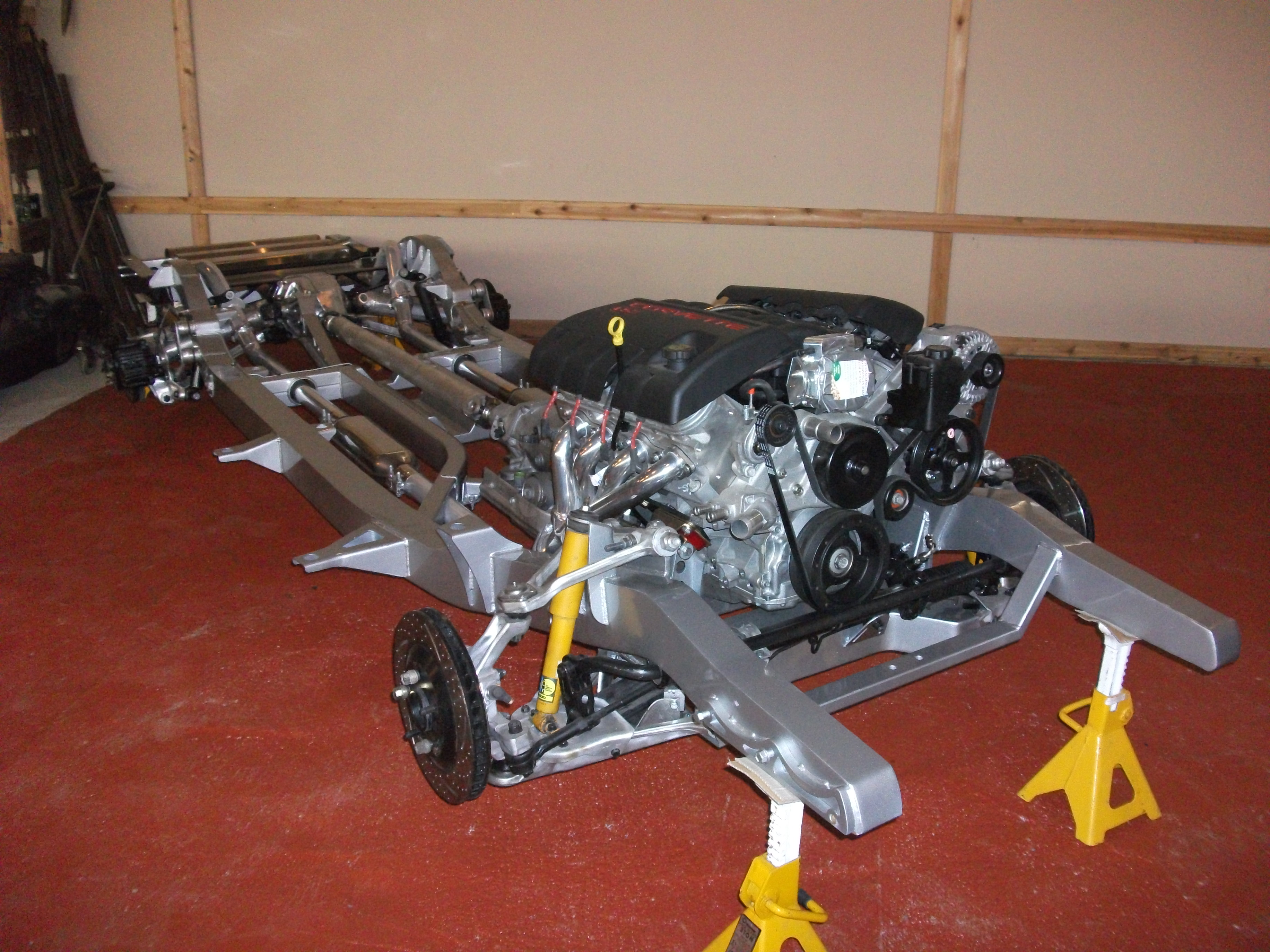
박스형 레일과 튜브 섹션을 사용한 고성능 맞춤형 프레임

원래 박스형 프레임은 두 개의 일치하는 C-레일을 용접하여 직사각형 튜브를 형성하여 만들어졌다. 그러나 현대 기술은 C-레일을 만드는 것과 유사한 공정을 사용하여 강철 조각을 네 면으로 구부린 다음 양쪽 끝이 만나는 곳을 용접한다.
1960년대에는 일반적인 미국 자동차의 박스형 프레임이 이음새를 따라 여러 곳에 스폿 용접되었다. NASCAR "스톡카" 레이서로 전환될 때는 추가 강도를 위해 상자가 끝에서 끝까지 연속적으로 용접되었다.

### 디자인 특징
언뜻 보기에 단순한 금속 형태로 보이지만, 프레임은 상당한 스트레스를 받으므로 그에 맞게 제작된다. 첫 번째로 다루는 문제는 "보의 높이", 즉 프레임 수직면의 높이다. 프레임이 높을수록 프레임 상단에 힘이 가해질 때 수직 굴곡에 더 잘 저항할 수 있다. 이것이 세미트럭이 단순히 두꺼운 것 대신 다른 차량보다 프레임 레일이 더 높은 이유다.
외관, 승차감, 핸들링이 소비자에게 더 중요해지면서 새로운 형태가 프레임에 통합되었다. 이 중 가장 눈에 띄는 것은 아치와 킥업이다. 두 축 위로 직선으로 뻗는 대신, 아치형 프레임은 축과 거의 같은 높이로 낮게 위치하며, 축 위로 곡선을 이루고 다시 반대편으로 내려와 범퍼를 배치한다. 킥업은 반대편으로 곡선을 이루지 않고 같은 역할을 하며, 앞부분에서 더 흔하게 볼 수 있다.
또 다른 특징은 차량의 객실 앞쪽에서 수직 또는 수평으로 좁아지는 테이퍼형 레일이다. 이는 주로 트럭에서 무게를 줄이고 엔진 공간을 약간 늘리기 위해 수행되는데, 차량의 앞부분은 뒷부분만큼 많은 하중을 지지하지 않기 때문이다. 디자인 개발에는 동일한 프레임 레일에 여러 가지 형태를 사용하는 프레임이 포함된다. 예를 들어, 일부 픽업트럭은 캐빈 앞쪽에 박스형 프레임이 있고, 캐빈 아래에는 더 짧고 좁은 레일이 있으며, 적재함 아래에는 일반적인 C-레일이 있다.
둘레 프레임에서 레일이 앞쪽에서 중앙으로, 중앙에서 뒤쪽으로 연결되는 부분은 일반 프레임에 비해 약하므로, 이 섹션은 상자 모양으로 만들어 "토크 박스"라고 불리는 것을 생성한다.

## 종류

### 완전 하체 프레임

#### 래더 프레임

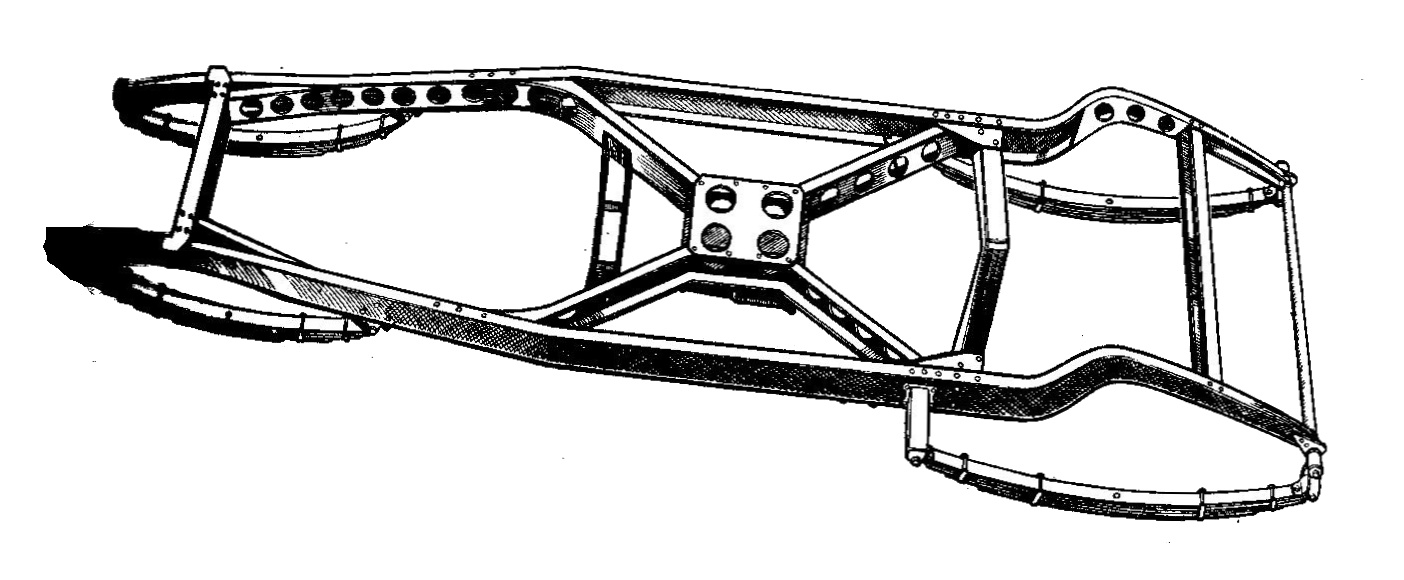
대각선 교차 보강재 및 라이트닝홀이 있는 래더 섀시

사다리를 닮아 이름 붙여진 래더 프레임은 가장 오래되고, 단순하며, 가장 자주 사용되는 하체, 분리형 섀시/프레임 디자인 중 하나이다. 차량 길이를 따라 이어지는 두 개의 대칭적인 보, 레일 또는 채널로 구성되며, 여러 개의 횡단 크로스 멤버로 연결된다. 처음에는 거의 모든 차량에서 볼 수 있었지만, 래더 프레임은 승용차에서 둘레 프레임 및 유니타이즈드 바디 구조로 점차 대체되었다. 이제는 주로 대형 트럭에서 볼 수 있다. 이 디자인은 앞뒤로 이어지는 연속적인 레일 덕분에 측면 충격에 대한 저항력이 좋지만, 단순한 수직 크로스 멤버를 사용하면 비틀림이나 뒤틀림에 대한 저항력은 떨어진다. 플로어 팬이 프레임 안에 있는 대신 프레임 위에 놓이므로 차량의 전체 높이가 더 높아진다.

#### 백본 튜브

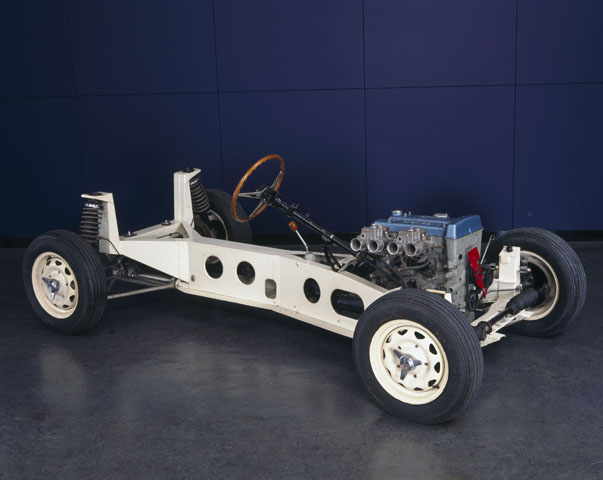
1962년 로터스 엘란의 백본 섀시

백본 섀시는 프레임 차체 디자인과 유사한 자동차 구조 유형이다. 상대적으로 평평한 사다리형 구조에 두 개의 세로 평행 프레임 레일 대신, 동력계와 전면 및 후면 서스펜션 부착 구조를 연결하는 중앙의 견고한 튜브형 백본(일반적으로 단면은 직사각형)으로 구성된다. 백본은 종종 차량 바닥 안으로 또는 대부분 위로 그려지지만, 차체는 여전히 위에서 이 구조 위에 놓이거나 (때로는 걸쳐서) 놓인다.

#### X-프레임

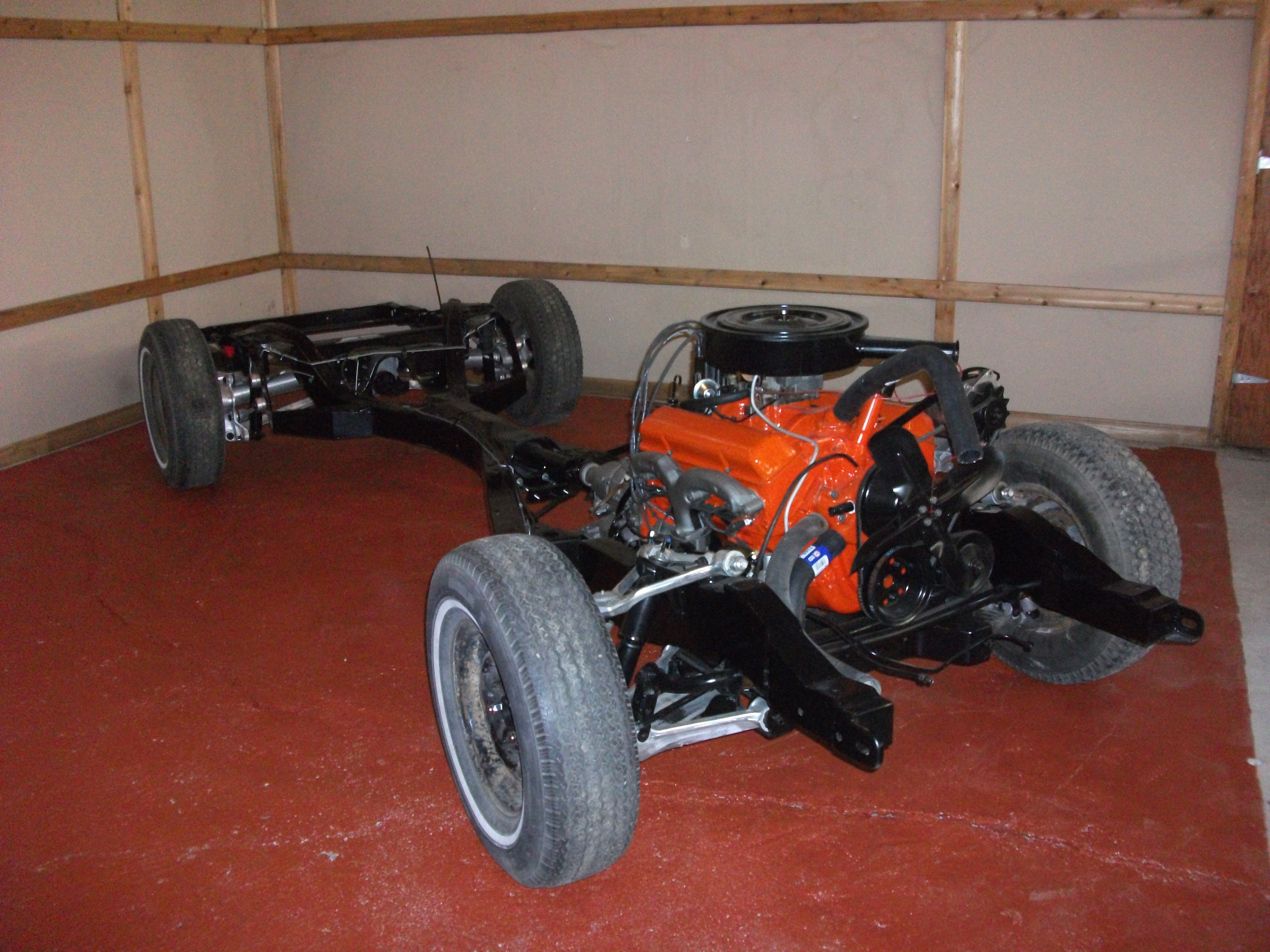
X-프레임 섀시

X-프레임은 일반적으로 X자 모양으로 만들어지며, 가장 단순한 형태로 엔진 칸에서 서로 평행하게 놓인 두 개의 프레임 레일이 중앙에서 교차(또는 합쳐져)한 다음, 후방 차축 또는 그 이후에 다시 평행하게 돌아온다. 이 디자인의 목적은 완전한 래더 프레임 위에 놓이는 것보다 플로어 팬을 더 낮게 배치할 수 있도록 하는 것이었다. 그러나 중앙선 험프는 파워트레인과 중앙 크로스 멤버를 위해 제공되어 객실 공간을 침범했다.
X-프레임은 게이지와 단면 비율에 따라 강성이 달랐지만, 충분히 무거울 때는 단단할 수 있었다.
메르세데스-벤츠 300 "아데나우어" 리무진과 1950년대 후반 및 1960년대 초반의 일부 대형 GM 자동차처럼 널리 사용되었다.
단점은 측면 충격에 취약하다는 점이었고, 이로 인해 측면 레일(여전히 움푹 들어간 객실을 허용함)이 추가되었으며, 둘레 프레임 개발을 촉발시켰다.

#### 둘레 프레임

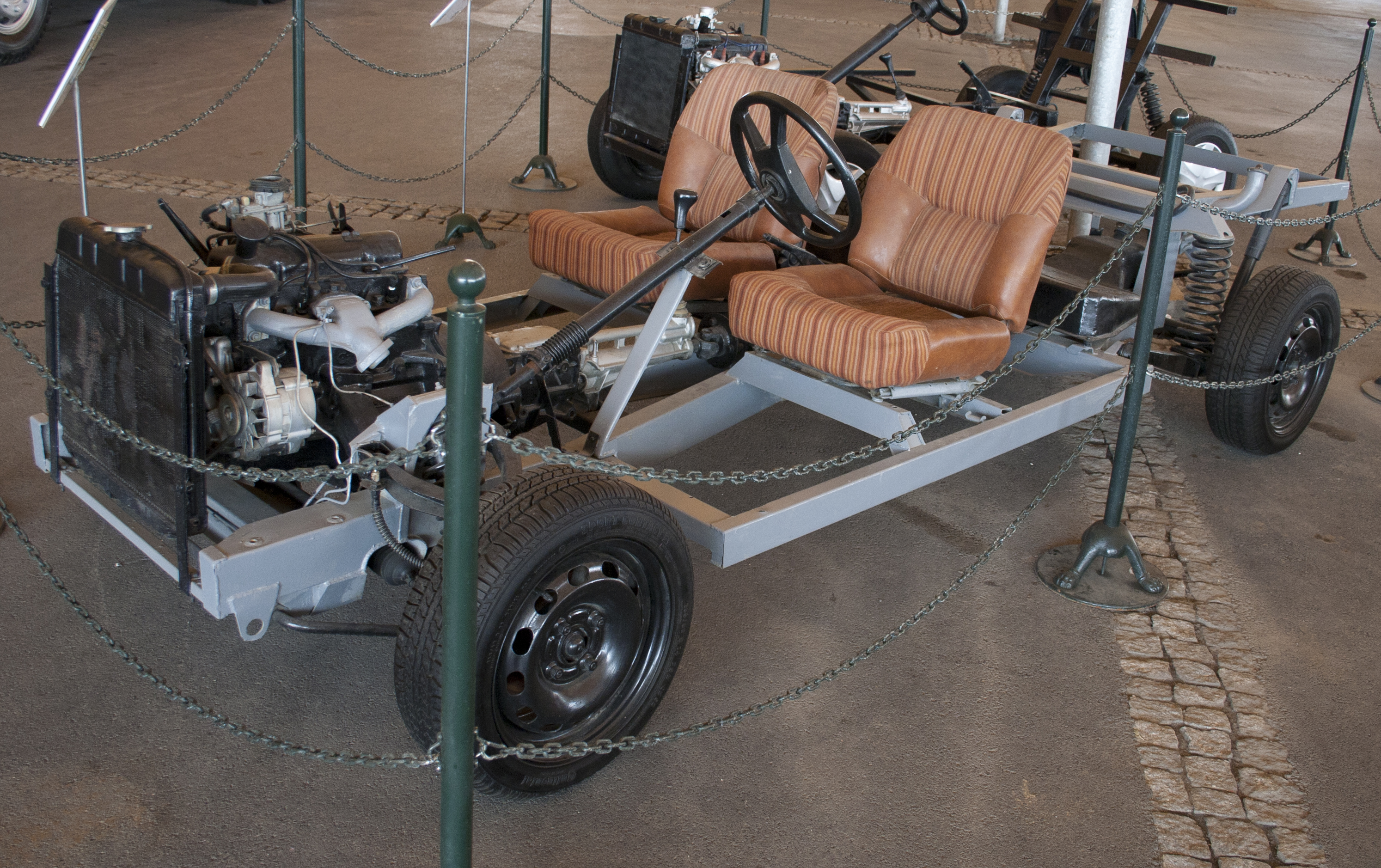
둘레 프레임을 가진 베르토네 FW11 프로토타입

래더 프레임과 유사하지만, 프레임 레일의 중간 부분이 앞뒤 레일의 바깥쪽에 위치하며 승객 발밑 공간 주변과 로커 및 실 패널 내부에 배치된다. 이를 통해 플로어 팬, 특히 승객 발밑 공간을 낮출 수 있었고, 승객의 착좌 높이를 낮춤으로써 지붕선과 전체 차량 높이를 줄였을 뿐만 아니라 무게 중심을 낮추어 승용차의 핸들링과 접지력을 향상시켰다.
이것은 프레임 차체 승용차의 미국에서 일반적인 디자인이 되었지만, 모노코크가 인기를 얻기 전까지는 세계 다른 지역에서는 그렇지 않았다. 예를 들어, 허드슨은 1948년 3세대 코모도어 모델에 이 구조를 도입했다. 이 프레임 유형은 연간 모델 변경과 1950년대에 판매를 늘리기 위해 도입된 낮은 차들을 값비싼 구조 변경 없이 가능하게 했다.
2011년에 단종된 포드 팬서 플랫폼은 미국에서 마지막으로 둘레 프레임이 적용된 승용차 플랫폼 중 하나였다. 4세대부터 7세대까지의 쉐보레 콜벳은 내부 골격과 통합된 둘레 프레임을 사용하여 조개껍데기 역할을 했다.
낮은 지붕 외에도, 둘레 프레임은 바람직할 경우 낮은 좌석 위치를 허용하며, 측면 충격 시 더 나은 안전을 제공한다. 그러나 이 디자인은 앞쪽에서 중앙으로, 중앙에서 뒤쪽으로의 전환 영역이 보와 비틀림 저항을 감소시키기 때문에 강성이 부족하며, 토크 박스 및 부드러운 서스펜션 설정과 함께 사용된다.

#### 플랫폼 프레임
이것은 둘레 프레임 또는 백본 프레임의 변형으로, 승객실 바닥, 때로는 트렁크 바닥까지 강도와 강성을 위해 프레임에 하중 지지 부분으로 통합된 형태이다. 부품을 조립하는 데 사용되는 판금은 강도를 부여하기 위해 능선과 움푹 들어간 곳으로 스탬프되어야 한다.
플랫폼 섀시는 몇몇 성공적인 유럽 자동차, 특히 폭스바겐 비틀에서 "바디 온 팬(body-on-pan)" 구조라고 불리며 사용되었다. 또 다른 독일의 예로는 1950년대와 1960년대의 메르세데스-벤츠 "폰톤" 자동차가 있으며, 영어 광고에서는 "프레임 플로어(frame floor)"라고 불렸다.
800만 대 이상이 생산된 프랑스의 르노 4도 플랫폼 프레임을 사용했다. 시트로엥 2CV의 프레임은 차체 아래에 플랫폼 섀시의 최소한의 해석을 사용했다.

### 스페이스 프레임

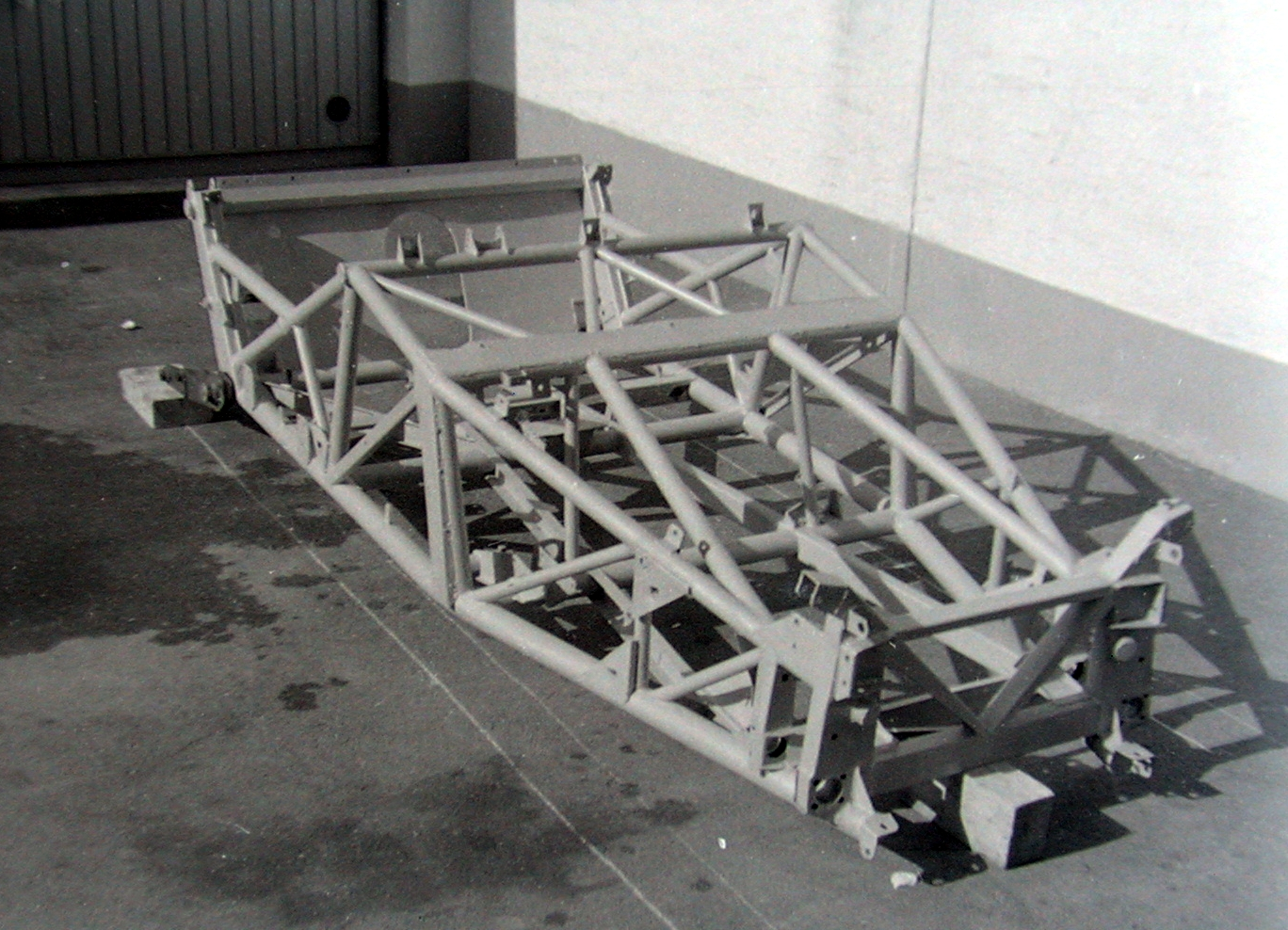
재규어 C-타입 경주용차 프레임. 운전자는 위에서 탑승했다.

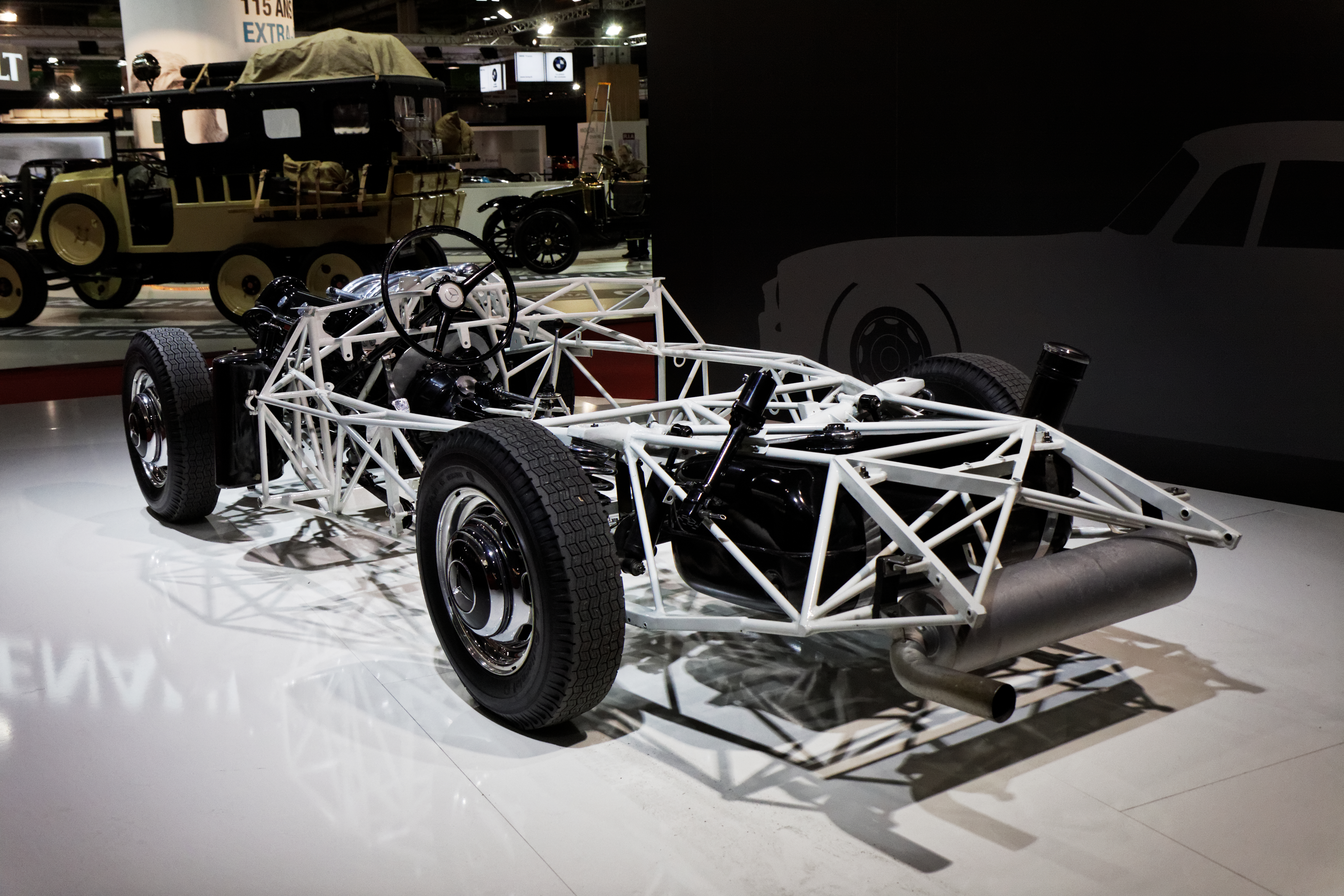
메르세데스-벤츠 300 SL의 유난히 높은 문턱의 튜브형 프레임은 상징적인 위로 열리는 걸윙 도어를 탄생시켰다.

원래 "튜브형 프레임"으로 알려졌던 스페이스 프레임(또는 "스페이스프레임")은 튜브형 강철, 합금 또는 탄소섬유를 사용하여 하중 지지형 3차원 골격을 생성하며, 여기에 서스펜션, 엔진 및 차체 패널이 부착된다. 차체 패널은 구조적 기능이 제한적이거나 없으므로, 기하학적 구조를 사용하여 강성을 극대화하고 무게를 최소화하며, 각 스트럿의 모든 힘이 인장 또는 압축인 삼각형을 자주 사용한다. 굽힘력이 없으므로 부재를 최소한의 무게와 단면적으로 유지할 수 있다.
최초의 진정한 스페이스프레임 섀시는 1930년대 버크민스터 풀러와 윌리엄 부시넬 스타우트에 의해 설계 및 제작되었는데, 이들은 건축이나 항공기 설계에서 스페이스프레임을 지지하는 이론을 이해하여 버스형 다이맥시온과 스타우트 스캐럽을 만들었다. 목표는 공간을 최대화하면서 무게를 최소화하는 것이었다.
높은 강도 대 중량비를 가진 스페이스 프레임은 제2차 세계대전 이후 자동차 경주에 채택되었다. 1951년 재규어 C-타입 경주용 스포츠카는 가볍고 다중 튜브형의 삼각형 프레임을 사용하여 공기역학적 알루미늄 차체를 만들었다. 이 형태는 1954년 메르세데스-벤츠 300 SL "걸윙" 스포츠카가 출시되면서 대량 생산되었는데, 이 차는 당시 가장 빠른 도로 주행 자동차였다. 이 차의 유난히 높은 문턱 때문에 일반적인 문은 비실용적이어서 이 모델의 상징적인 걸윙 도어가 탄생했다.
1994년, 아우디 A8은 알코아와 공동 개발하여 알루미늄 스페이스 프레임을 차체에 통합하여 실현된 최초의 양산형 알루미늄 섀시 자동차였다. 이후 아우디 A8 모델은 이 구조 방식을 사용했으며, 아우디 스페이스 프레임이라는 이름으로 판매되었다.
하중 지지 기능이 없는 튜브형 프레임은 진정한 스페이스 프레임이 아니다. 이탈리아어 용어 수페르레제라('초경량'을 의미)는 자체 섀시가 여전히 필요하며, 따라서 외관과 구성 방식에서만 스페이스 프레임 섀시와 유사한 경량 스포츠카 차체 구조에 대한 상표로 등록되었다. 이것은 차체 아래, 펜더 위, 라디에이터, 카울, 지붕 위, 뒷유리 아래를 따라 흐르는 좁은 튜브의 측지선과 같은 네트워크를 사용하여 판금 외피(일반적으로 무게 절감을 위한 알루미늄)에 형태와 부착 지점을 제공하는데, 강성은 고려 대상이 아니다.

### 모노코크
"유니바디(unibody)"와 "유니트바디(unit-body)"라는 용어는 "유니타이즈드 바디(unitized body)", "유니타리 구조(unitary construction)", 또는 대안적으로 (완전히) 통합된 바디 및 프레임/섀시의 줄임말이다. 다음과 같이 정의된다.
차량의 차체, 플로어 팬 및 섀시가 단일 구조를 이루는 차체/프레임 구조 유형이다. 이러한 디자인은 일반적으로 별도의 차체와 프레임을 가진 차량보다 가볍고 강성이 높다.

차량 구조는 전통적인 프레임 차체 아키텍처에서 현재 대부분의 자동차에 사용되는 더 가벼운 통합/일체형 차체 구조로 전환되었다.
일체형 프레임과 차체 구조는 단순히 응력이 없는 차체를 기존 프레임에 용접하는 것 이상을 필요로 한다. 완전히 통합된 차체 구조에서 전체 자동차는 차량이 경험하는 모든 하중(운전 및 화물 하중으로 인한 힘)을 처리하는 하중 지지 단위이다. 바퀴 달린 차량용 일체형 차체는 일반적으로 사전 성형된 금속 패널 및 기타 구성 요소를 함께 용접하거나, 전체 섹션을 한 조각으로 성형 또는 주조하거나, 이러한 기술을 결합하여 제조된다. 비록 이것이 때때로 모노코크 구조라고도 불리지만, 자동차의 외부 스킨과 패널이 하중 지지력이 되도록 만들어지더라도, 차체를 보강하기 위한 리브, 격벽 및 박스 섹션이 여전히 존재하여 세미 모노코크 설명이 더 적절하다.
이러한 디자인 기법을 개발하려는 첫 시도는 1922년 란시아 람다에서 구조적 강성과 토페도 자동차 차체에 낮은 차체 높이를 제공하기 위해 이루어졌다. 람다는 지붕에 응력이 없는 개방형 구조를 가졌는데, 이는 모노코크 쉘이라기보다는 그릇에 더 가까웠다. 천 대가 생산되었다.
유니타리 바디 개발에 중요한 역할을 한 것은 현재 티센크루프 버드인 미국의 버드 컴퍼니였다. 버드는 닷지, 포드, 뷰익, 그리고 프랑스 회사인 시트로엥과 같은 자동차 제조업체에 별도의 프레임에 장착되는 프레스 가공 강철 차체를 공급했다.
1930년, 버드의 엔지니어였던 조지프 레딩카는 완전 일체형 구조의 자동차 프로토타입을 설계했다.
시트로엥은 시트로엥 트락숑 아방을 위해 이 완전 유니타리 바디 디자인을 구매했다. 이 대량 생산차는 1934년에 출시되어 다음 23년 동안 76만 대가 판매되었다. 이 적용은 실, 필러, 루프 빔을 포함하여 깊이 스탬핑된 강철 시트를 스폿 용접하여 구조적 케이지를 형성하는 현대적인 차체와 섀시의 구조적 통합의 첫 번째 사례였다. 별도의 프레임이 없는 유니타리 바디 외에도 트락숑 아방은 전륜구동과 같은 다른 혁신적인 기능도 갖추고 있었다. 그 결과 낮은 차체와 개방적이고 평평한 바닥의 실내를 가진 차량이 탄생했다.
크라이슬러 에어플로 (1934–1937)의 경우, 버드는 변형된 형태를 공급했다 – 에어플로 차체의 세 가지 주요 섹션이 크라이슬러가 브릿지 트러스 구조라고 불렀던 형태로 용접되었다. 불행히도 이 방법은 패널 간 간격이 좋지 않아 이상적이지 않았다. 회의적인 대중에게 유니바디의 강도를 설득하기 위해 시트로엥과 크라이슬러 모두 자동차가 절벽에서 떨어져도 살아남는 모습을 보여주는 광고 영화를 제작했다.
오펠은 유니바디 구조의 자동차를 생산한 두 번째 유럽 및 첫 번째 독일 자동차 제조업체였다. 소형 올림피아의 생산은 1935년에 시작되었다. 더 큰 카피탄은 1938년에 생산에 들어갔지만, 전면 종방향 보가 따로 스탬핑되어 주 차체에 부착되었다. 이 차는 매우 성공적이어서 소련의 전후 대량 생산 차량인 1946년의 GAZ-M20 포베다는 오펠 카피탄의 유니바디 구조를 모방했다. 이후 1950년 소련 리무진 GAZ-12 ZIM은 3.2m (126인치) 길이의 휠베이스를 가진 자동차에 유니바디 디자인을 도입했다.
전방 엔진, 후륜구동 레이아웃을 사용한 유선형 1936년 링컨-제퍼는 유니바디 구조를 사용했다. 1941년경에는 유니트 구조가 자동차에 새로운 아이디어는 아니었지만, "[미국] 저가 시장에서는 전례 없는 일이었고, 내쉬는 그 시장에서 더 큰 점유율을 원했다." 내쉬 600의 단일 유니트바디 구조는 경량화를 제공했으며, 내쉬의 회장 겸 CEO인 조지 W. 메이슨은 "유니바디가 미래의 물결"이라고 확신했다.
그 이후로 더 많은 자동차가 모노코크 구조로 재설계되었으며, 이는 이제 "업계 표준으로 간주된다". 1960년까지 유니타이즈드 바디 디자인은 디트로이트 빅 스리(포드 팔콘, 플리머스 밸리언트, 쉐보레 코베어)의 소형차에 사용되었다. 내쉬가 허드슨 모터스와 합병하여 아메리칸 모터스를 설립한 후, 램블러 배지 자동차는 모노코크의 변형만을 독점적으로 계속 생산했다.
1934년 크라이슬러 에어플로는 약한 프레임과 강성을 제공하기 위해 섀시에 용접된 차체 프레임워크를 가졌지만, 1960년에 크라이슬러는 대부분의 자동차에 프레임 차체 구조에서 유니트 바디 디자인으로 전환했다.
미국에서 생산된 대부분의 유니바디 자동차는 진동과 섀시 굴곡을 줄이기 위해 토크 박스를 차량 설계에 사용했지만, 볼트온 프론트 에이프런(잘못하여 서브프레임으로 불림)이 있는 쉐비 II는 예외였다.
모노코크는 이제 양산형 자동차에 선호되는 구조이다. 이 디자인은 경량화, 공간 활용 개선, 제조 용이성을 제공한다. 1970년대의 두 번의 에너지 위기와 2000년대의 2000년대 에너지 위기 이후 (주로 미국 시장의) 트럭 플랫폼을 사용하는 소형 SUV가 2005년 이후 CAFE 표준의 적용을 받으면서 (2000년대 후반에는 트럭 기반의 소형 SUV가 단종되고 크로스오버로 대체됨) 그 수용이 크게 증가했다. 강한 차체 자동차의 추가적인 장점은 승객을 위한 충돌 보호 기능이 향상된다는 점이다.

#### 유니프레임
아메리칸 모터스는 1970년대 후반 (파트너사인 르노와 함께) 지프 체로키 (XJ) 플랫폼을 설계할 때 승용차(예: 호넷 및 사륜구동 이글)에 사용된 제조 원리(유니사이드, 통합 프레임 레일 및 크럼플 존이 있는 플로어 플랜, 루프 패널)를 통합하여 "유니프레임 [...] 기존의 견고한 프레임의 강도와 모노코크 구조의 무게 이점을 결합한 견고한 스탬핑 강철 프레임이 강력한 유니바디 구조에 용접된" 새로운 유형의 프레임을 만들었다. 이 디자인은 크라이슬러에 흡수되기 전 아메리칸 모터스에서 개발된 XJC 콘셉트에도 사용되었으며, 나중에 지프 그랜드 체로키 (ZJ)가 되었다. 이 디자인은 지프 그랜드 체로키 및 랜드로버 디펜더와 같은 현대 스포츠 유틸리티 차량에서도 여전히 사용된다. 이 디자인은 포드 트랜싯, VW 크래프터 및 메르세데스 스프린터와 같은 대형 밴에서도 사용된다.

### 부분 프레임

#### 서브프레임

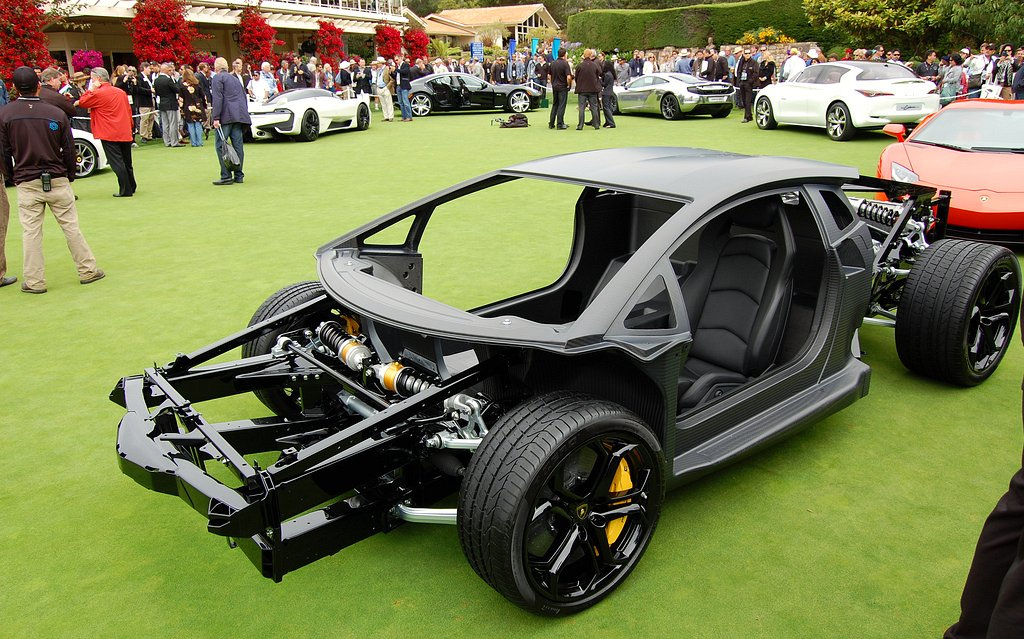
람보르기니 아벤타도르는 탄소섬유 중앙 모노코크와 전후방 강철 서브프레임을 사용하여 기계 부품을 장착한다.

서브프레임은 차량 구조의 특정 부분을 보강하거나 보완하는 별개의 구조 프레임 구성 요소이다. 일반적으로 모노코크 또는 모노코크에 부착되며, 견고한 서브프레임은 엔진 및 구동계로부터 큰 힘을 처리할 수 있다. 서브프레임은 이러한 힘을 유니타이즈드 차체 쉘의 비교적 얇은 판금의 넓은 영역으로 균일하게 전달할 수 있다. 서브프레임은 종종 자동차의 전면 또는 후면에서 발견되며, 서스펜션을 차량에 부착하는 데 사용된다. 서브프레임은 엔진과 변속기를 포함할 수도 있다. 일반적으로 프레스 가공 또는 박스형 강철 구조이지만, 튜브형 및 다른 재료일 수도 있다.
승용차 사용 예시로는 1967-1981년 GM F 플랫폼, GM X 플랫폼 (1962)에 기반한 수많은 연식 및 모델, GM의 M/L 플랫폼 밴(쉐보레 애스트로/GMC 사파리, 사륜구동 변형 포함), 그리고 엔진, 서스펜션 및 조향 하중으로부터 승객실을 격리하기 위해 전면 서브프레임을 통합한 모노코크 AMC 페이서가 있다.

## 같이 보기
- 자전거 프레임
- 프레임 차체
- 섀시
- 코치빌더
- 기관차 프레임
- 모노코크
- 오토바이 프레임
- C-채널